# تعادل گرمای داخلی زمین

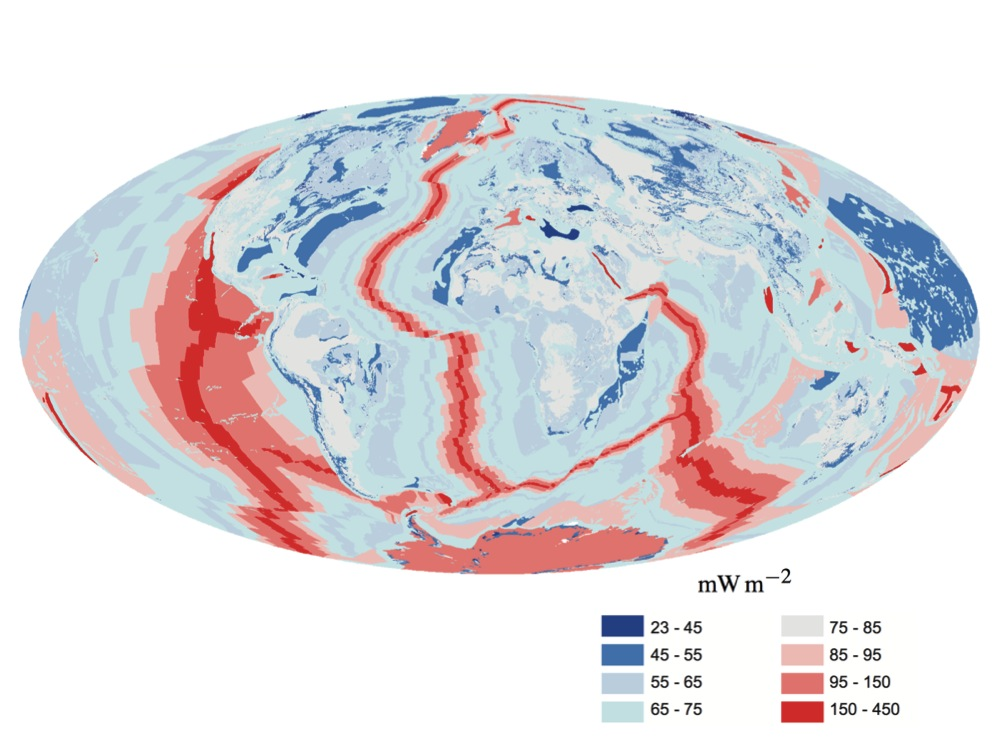
نقشهٔ شار گرمای زمین، در میلی‌وات/متر مربع، از درون زمین به سطح., mW/m^{2}, بیشترین مقدار شار گرما از پشته‌های میان‌اقیانوسی صورت می‌گیرد و کمترین مقدار شار گرما از درون قاره‌های پایدار رخ می‌دهد.

تعادل گرمای داخلی زمین بودجه گرمای درونی زمین؛ (انگلیسی: Earth's internal heat budget)، در بررسی پیشینهٔ حرارتی زمین دارای نقشی اساسی است. جریان گرما از درون زمین به سطح آن نزدیک به {\displaystyle 47\pm 2} ترا وات (TW)، به‌طور میانگین تخمین زده می‌شود و از دو منبع اصلی سرچشمه می‌گیرد؛ و در مقدارهای تقریباً مساوی: محاسبه می‌شود: گرمای رادیوژنیک که در اثر واپاشی هسته‌ای ایزوتوپ‌ها در گوشته و پوسته، و باقیماندهٔ گرمای اولیه‌ای که منجر به شکل‌گیری و تکامل زمین شده‌است.
انرژیِ بیشتر فرایندهای زمین‌شناسی را گرمای داخلی زمین تأمین می‌کند و زمین‌ساخت‌های صفحه‌ای را جابه‌جا می‌کند. با همهٔ اهمیت زمین‌شناسی آن، انرژی گرمایی به‌دست آمده از درون زمین، در واقع تنها ۰٫۰۳ درصد از بودجهٔ کل انرژی زمین در سطح زمین، از ۱۷۳٬۰۰۰ TW تابش خورشیدیِ دریافتیِ بسیار حاکم است. تأثیری که سرانجام پس از بازتاب، به سطح می‌رسد، در چرخهٔ روزانه تنها چند ده سانتیمتر نفوذ می‌کند که در چرخهٔ سالانه تنها چند ده متر است. این نشان می‌دهد که اثر تابش‌های خورشیدی در فرایندهای داخلی زمین دارای کمترین اهمیت است.
داده‌های جهانی در مورد چگالی جریان گرما توسط اتحادیه بین‌المللی ژئودزی و ژئوفیزیک گردآوری و ثبت می‌شود.

## گرما و برآورد اولیهٔ سن زمین
بر پایهٔ محاسبه‌های میزان خنک شدن زمین، که در آن‌ها مقدار رسانش درونی زمین در همه‌جا یکسان فرض شده بود، در سال ۱۸۶۲ ویلیام تامسون سن زمین را ۹۸ میلیون سال تخمین زد، که از برآورد سنی ۴٫۴ میلیارد سالی که در سدهٔ بیستم با زمان‌سنجی رادیومتری بدست آمده بسیار متفاوت است.
همان‌گونه که مدتی بعد توسط جان پری در سال ۱۸۹۵ اشاره شد متغیر بودن رسانش گرمایی درون زمین می‌تواند دوران محاسبه شدهٔ سن زمین را به میلیاردها سال برساند، که این نکته بعدها با کمک روش رادیومتری تأیید شد. برخلاف باور روز و استدلال تامسون، شیب حرارتی مشاهده شده بر پوسته زمین با افزودن رادیواکتیویته به عنوان منبع گرما توضیح داده نمی‌شود. قابل توجه‌تر؛ دگرگون‌شدن همرفت گوشته زمین چگونگی انتقال گرما در درون زمین را تغییر می‌دهد و فرضیهٔ تامسون در مورد صرفاً بر پایهٔ رسانش گرمایی (خنک شدن) را باطل می‌کند.

## جریان جهانی گرمای داخلی
برآوردها از کل جریان گرما از داخل زمین به سطح آن در بازهٔ گسترده‌ای از ۴۳ تا ۴۹ تراوات (TW) (یک تراوات 1012 وات است) دور می‌زند. 47 TW,  یک برآورد اخیر که بر پایهٔ ۳۸۰۰۰ اندازه‌گیری انجام گرفته آن را ۴۷ تراوات TW، می‌داند که برابر متوسط شار گرما ۹۱٫۶ میلی‌وات بر متر مربع است. میانگین «جریان گرمای مربوط به پوستهٔ قاره‌ای» و «اقیانوسی» به ترتیب ۷۰٫۹ و ۱۰۵٫۴ میلی‌وات بر متر مربع است.